# Café Majestic

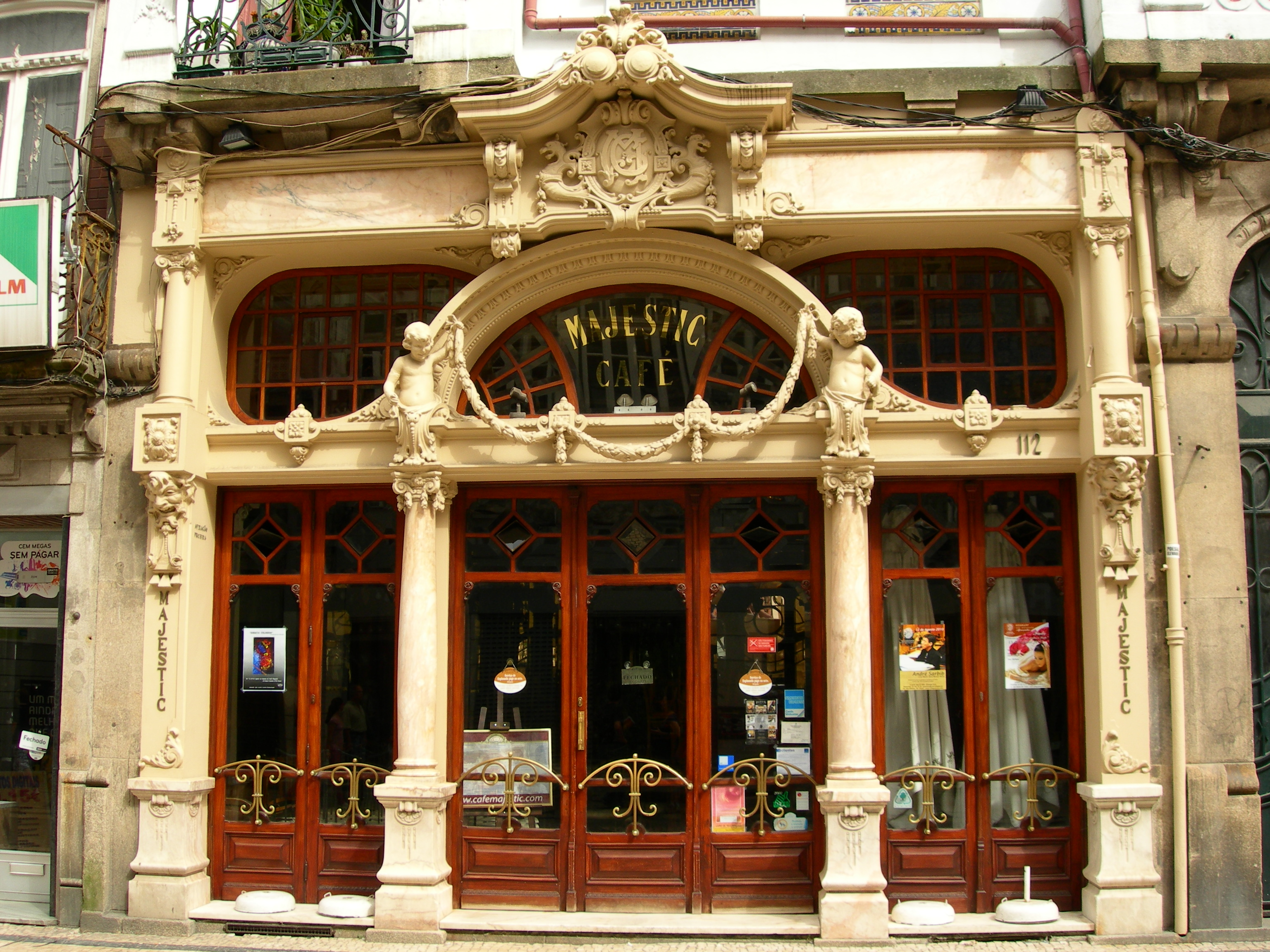
Der Eingang des Café Majestic

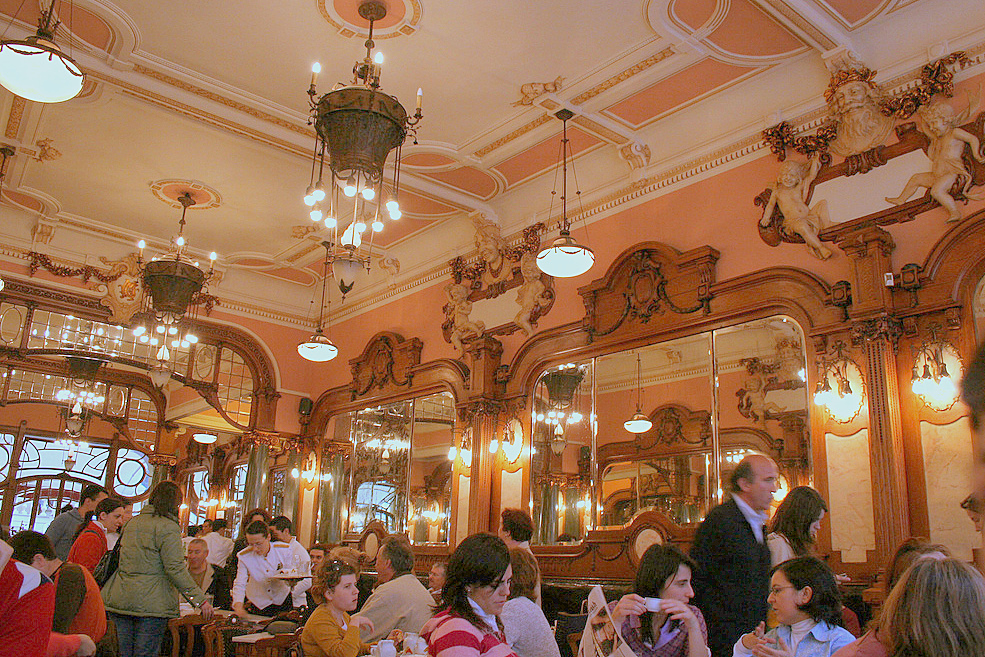
Im Café Majestic

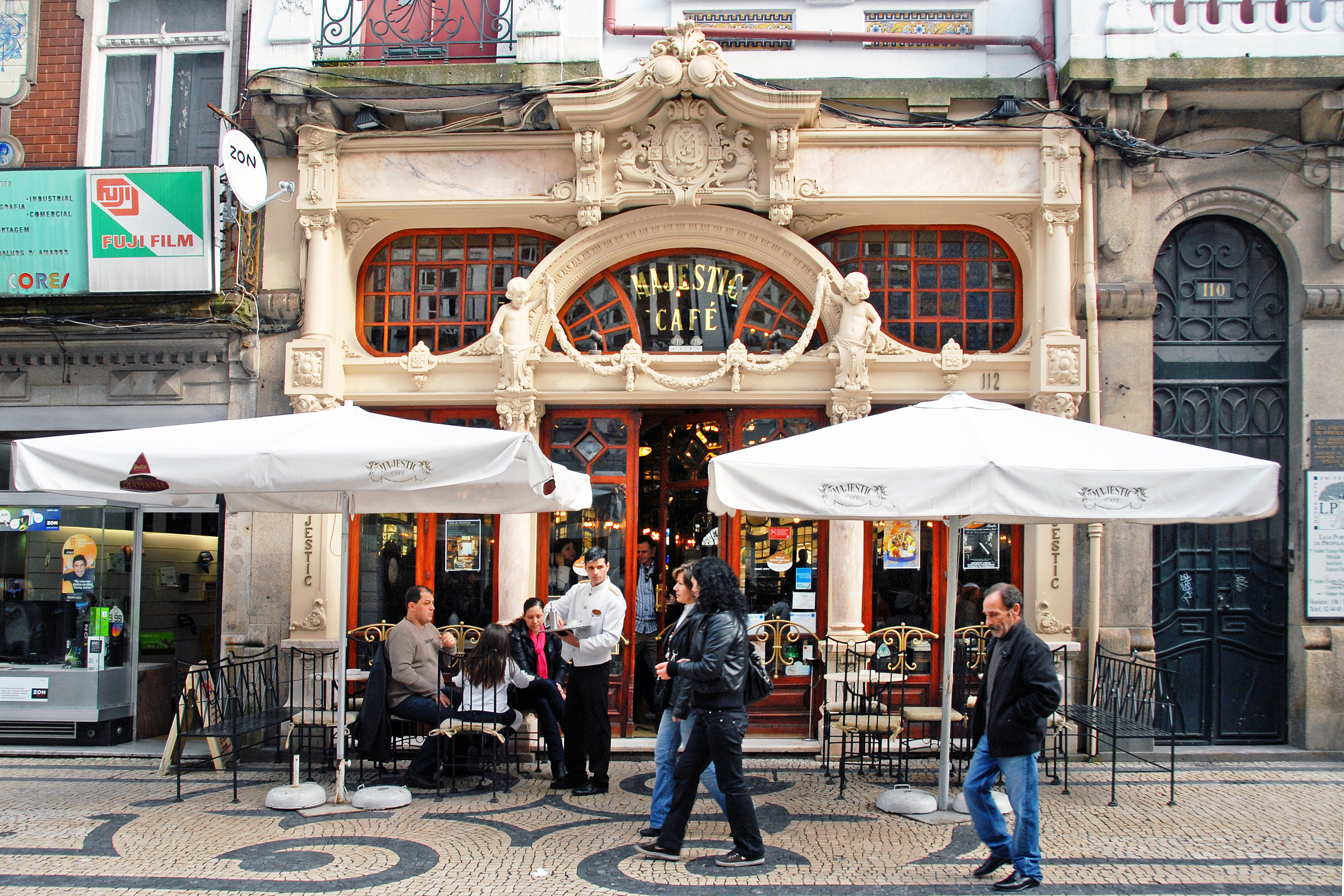
Vor dem Café Majestic

Das Café Majestic ist ein Café in der nordportugiesischen Stadt Porto aus der Spätzeit der Belle Époque.

## Geschichte
1916 wurde das Gebäude mit der Hausnummer 112 in der mit portugiesischem Pflaster ausgelegten Einkaufsstraße Rua de Santa Catarina errichtet. 1921 eröffnete hier das Café Elite, das im Art-Nouveau-Stil gestaltet war. Die damalige Bohème der Stadt hielt den Namen jedoch nicht für angebracht, er entsprach nicht dem intellektuellen Zeitgeist nach der 1910 ausgerufenen Portugiesischen Republik. Das Kaffeehaus wurde in der Folge, unter dem anhaltenden Einfluss der französischen Belle Époque, mit der heutigen Bezeichnung versehen. Zu den Gästen zählten Gago Coutinho und Beatriz Costa, Intellektuelle wie  Júlio Resende, José Régio, Teixeira de Pascoaes oder Leonardo Coimbra verkehrten hier.
In den 1960er Jahren erlebte das Café einen Niedergang, parallel zur zunehmend repressiven gesellschaftlichen Situation Portugals unter dem autoritären Estado Novo-Regime. 1983 erstand die Familie Barrias das Café, und es kam unter Denkmalschutz.
Joanne K. Rowling hielt sich hier häufig auf während ihrer Zeit in Porto Anfang der 1990er Jahre. Die ersten Kapitel des ersten Harry-Potter-Buches schrieb sie im Café Majestic.
Erst 1992 entschied die Familie Barrias, das Café umfassend zu restaurieren. Nach alten Fotografien erfolgte die Restaurierung, und ein neuer Boden wurde verlegt. 1994 folgte die Neueröffnung.
Mit seinen reichverzierten Details, den Kronleuchtern und dem Jugendstil-Spiegelsaal, in dem gelegentlich ein Pianist spielt, zählt das Café Majestic heute zu den touristischen Attraktionen der Stadt Porto. Es steht seit 1983 unter Denkmalschutz.